# Rockwell-Standard
Корпорация Rockwell-Standard была крупным производителем автомобильных, авиационных и электронных компонентов. Первоначально основанная в 1919 году в Ошкоше, штат Висконсин, полковником Уиллардом Роквеллом, компания Rockwell производила грузовые оси для военной техники. В 1928 году компания объединилась с Timken-Detroit Axle, которая в то время была «лидером в области осей для тяжелых условий эксплуатации». В 1951 году Timken-Detroit основала подразделение осей и редукторов в Огайо, расположенное на Хеврон-роуд в том месте, которое в следующем году станет Хитом, Огайо. Завод начал производить раздаточные коробки и оси в 1952. В 1953 году название было изменено на Rockwell Spring & Axle Company. В 1954 году завод был расширен, его площадь увеличилась вдвое. К 1964 году Rockwell была третьим по величине работодателем в районе Ньюарк-Хит. В 1973 году Rockwell сменила название на Rockwell International. В 1997 году компания Rockwell была реорганизована, и завод в Хите стал Meritor Heavy Vehicle Systems, LLC.